# Ballada op. 47 (Chopin)

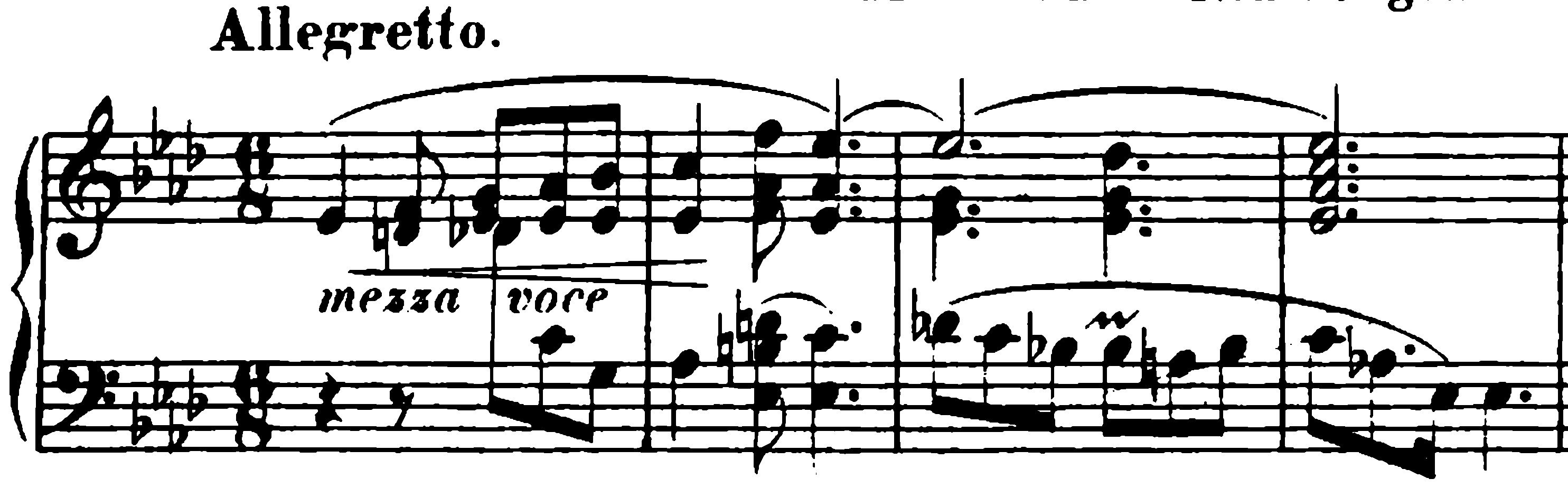
Początek utworu

Ballada As-dur op. 47 – trzecia ballada na fortepian skomponowana przez Fryderyka Chopina. Utwór powstał latem 1841 podczas pobytu autora u George Sand; dedykowany został Pauline de Noailles. Ballada ukazała się nakładem wydawnictwa Schlesingera w Paryżu (1841) oraz w Londynie nakładem Chritiana Rudolfa Wessela (1842). Czas trwania utworu wynosi ok. 7,5 minuty.
Charakter kompozycji jest pogodny, co odróżnia ten utwór od dwóch poprzednich ballad Chopina. Jan Kleczyński upatrywał źródło inspiracji Chopina w „Świteziance” Adama Mickiewicza. Zygmunt Noskowski wskazywał natomiast natchnienie wieszem Heinricha Heinego „Die Lore-Ley”.